# 馬嗣明
马嗣明。河内郡野王县（今河南省沁阳市）人，南北朝时期医生。
马嗣明年轻时就精通医术，广泛研读医学典籍，能背诵《针灸甲乙经》《素问》《明堂图》《神农本草经》等著作。邢邵的儿子邢大宝患了伤寒，马嗣明为其诊察脉象后，对楊愔说：“他活不过一年，无法医治。” 后来，邢大宝果然不到一年就去世了。杨愔患了背肿病，马嗣明开出练石制成的药膏，将他的病治好了。武平年间，马嗣明转任通直散骑常侍。有户人家的两个奴隶，出现了身体发青、无法进食、日渐消瘦的症状。找了多位医生诊治，都没人能弄清病因。马嗣明为他们诊察后，在两人的足背各施行了三七壮的艾灸，两人的病便痊愈了。马嗣明的针灸方法常常像这样与《明堂图》所记载的不同。武平末年，马嗣明跟随齐后主前往晋阳，在辽阳山中看到几处告示。告示上写着，有位患疑难病症的女子，能治好她的人可获赏钱十万。马嗣明前去诊察，只见那女子手臂的肿胀蔓延到了半身，疼痛难忍，日夜呻吟。马嗣明开了药汤让她服用，等到他跟随后主返回时，那女子已经康复了。隋朝开皇年间，马嗣明担任太子药藏监，后来去世。